# Katharine Hepburn
Katharine Hepburn, född 12 maj 1907 i Hartford i Connecticut, död 29 juni 2003 i Fenwick i Middlesex County, Connecticut, var en amerikansk skådespelare.
Hepburn var en av Hollywoods ledande skådespelare och hennes karriär varade i hela 60 år. Hon blev Oscarsnominerad i kategorin bästa kvinnliga huvudroll tolv gånger och vann utmärkelsen fyra gånger, vilket är flest vinster för en skådespelare i filmprisets historia. Genom att hon var känd för sin unika kombination av talang, skönhet och ett oberoende sinnelag har Hepburn fått hederstiteln som Hollywoods bästa skådespelerska vid American Film Institutes 100-årsjubileum.

## Biografi
Hepburn föddes som andra barnet av sex i en välbärgad och fritänkande familj. Fadern Thomas Norval Hepburn (1879–1962) var känd kirurg med urologi som specialitet och modern Katharine Martha Houghton Hepburn (1878–1951) var en hängiven suffragett som kämpade för födelsekontroll och kvinnans frigörelse. I barnen Hepburns barnaår ingick iskalla bad, långa promenader och bergsklättringar. Familjen drabbades av en tragedi när den sextonårige sonen Tom hängde sig under ett besök hos goda vänner i New York.

### Karriär
Hepburn drogs till scenen redan i unga år och började spela amatörteater som tolvåring. Hon studerade vid det kända kvinnouniversitetet Bryn Mawr och tog examen 1928. Under universitetstiden hade hon medverkat i flera skolpjäser och strax efter examen lyckades hon få småroller på Broadway. Samma år gifte hon sig med den förmögne Ludlow Ogden Smith, som tillhörde en av Pennsylvanias finaste familjer. Äktenskapet slutade i skilsmässa 1934, sedan Hepburn bestämt sig för att på allvar satsa på filmen. Hon hade fått sin första filmroll i Bill of Divorcement (1932) mot John Barrymore. Hon fick sin första Oscar 1934 för Morning Glory. 
Senare under 1930-talet följde en rad mindre framgångsrika filmer och Hepburn kom ett tag att betraktas som "box office poison". 1938 spelade hon på Broadway i The Philadelphia Story. Hon köpte filmrättigheterna till pjäsen, köpte ut sitt kontrakt med RKO Pictures och sålde sedan filmrättigheterna till pjäsen med villkor att hon fick spela huvudrollen. Filmversionen, En skön historia, kom 1940, Hepburn Oscarsnominerades för den och var åter populär i Hollywood. 

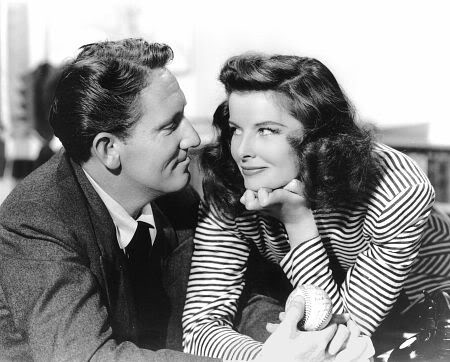
Hepburn och Spencer Tracy i Årets kvinna (1942).

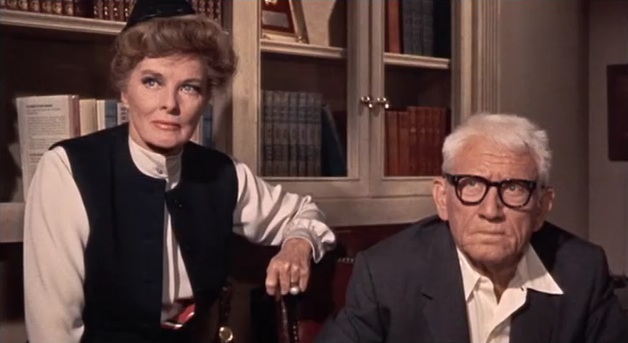
Hepburn och Tracy i Gissa vem som kommer på middag (1967).

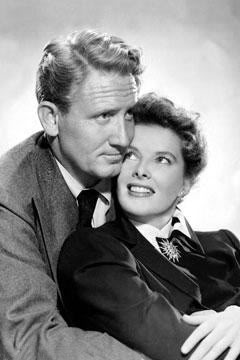
Katharine Hepburn och Spencer Tracy 1942.

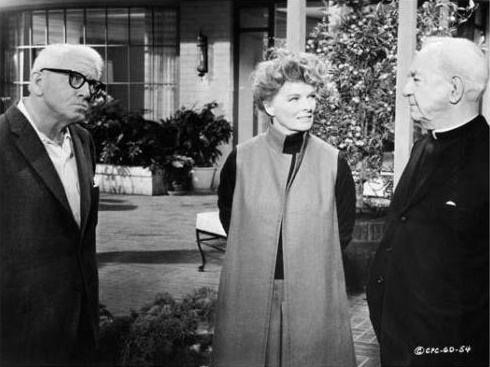
Spencer Tracy, Katharine Hepburnoch Cecil Kellaway i en scen ur Gissa vem som kommer på middag.

Under 1940-talet spelade Hepburn i ett flertal filmer mot Spencer Tracy. De träffades under inspelningen av Årets kvinna 1942 och spelade in nio filmer tillsammans. Deras 25-åriga romans blev en legend i Hollywood, en ömsint, värdig och mycket privat kärleksaffär som alla kände till men som ingen skvallrade om. Tracy var olyckligt gift men hans katolska tro och hans eget samvete förbjöd skilsmässa. Deras sista gemensamma film var Gissa vem som kommer på middag (1967), i vilken också Hepburns systerdotter, Katharine Houghton, medverkar. För den filmen fick Hepburn sin andra Oscar, 1968. Året därpå vann hon sin tredje, för Så tuktas ett lejon.
Hepburn kom att göra ett femtiotal filmer genom åren. 1982 fick hon sin fjärde och sista Oscar, för Sista sommaren. Hon gjorde sin sista filmroll i Love Affair (1994). 1999 rankade Amerikanska Filminstitutet Hepburn som den främsta skådespelerskan i den amerikanska filmhistorien. Hon vann fyra Oscar-statyetter för bästa kvinnliga huvudroll, fick tolv nomineringer till bästa kvinnliga huvudroll samt erhöll en Emmy Award för huvudrollen i Love Among the Ruins. Hon var också nominerad för fyra andra Emmys och två Tony Awards under sin 60-åriga karriär.
Hepburn betraktades under många år som en outsider i Hollywood; hon promenerade runt på stan klädd i långbyxor, vägrade ge intervjuer eller skriva autografer, umgicks inte med andra Hollywoodkändisar och var synnerligen hemlighetsfull beträffande sitt privatliv.
De sista åren av sitt liv drogs Hepburn med hälsoproblem, men trots sina massiva skakningar led hon inte av Parkinsons sjukdom. I en dokumentär om henne från 1993, som hon gjorde voiceover på själv, berättade hon att hennes skakningar kom från hennes farfar som led av samma problem.

## Filmografi i urval

### Filmer
| År   | Filmtitel                          | Genre            | Roll                              | Övriga skådespelare                                                                                         | Regissör             |
| ---- | ---------------------------------- | ---------------- | --------------------------------- | --- | -------------------- |
| 1932 | A Bill of Divorcement              | Drama            | Sidney Fairfield                  | John Barrymore, Billie Burke, David Manners                                                                 | George Cukor         |
| 1933 | En stor mans älskarinna            | Drama            | Lady Cynthia Darrington           | Colin Clive, Billie Burke, Helen Chandler, Ralph Forbes                                                     | Dorothy Arzner       |
| 1933 | Morning Glory                      | Drama            | Eva Lovelace                      | Douglas Fairbanks, Jr., Adolphe Menjou, Mary Duncan                                                         | Lowell Sherman       |
| 1933 | Unga kvinnor                       | Period drama     | Josephine "Jo" March              | Joan Bennett, Jean Parker, Douglass Montgomery, Paul Lukas                                                  | George Cukor         |
| 1934 | Vildmarkens dotter                 | Drama            | Trigger Hicks                     | Robert Young, Ralph Bellamy                                                                                 | John Cromwell        |
| 1934 | The Little Minister                | Drama            | Babbie                            | John Beal, Alan Hale, Donald Crisp                                                                          | Richard Wallace      |
| 1935 | Break of Hearts                    | Romantisk drama  | Constance Dane                    | Charles Boyer, John Beal                                                                                    | Philip Moeller       |
| 1935 | Vid 19 år                          | Drama            | Alice Adams                       | Fred MacMurray, Fred Stone, Evelyn Venable, Frank Albertson, Ann Shoemaker                                  | George Stevens       |
| 1935 | En förtjusande pojke               | Komedi           | Sylvia Scarlett                   | Cary Grant, Brian Aherne, Edmund Gwenn                                                                      | George Cukor         |
| 1936 | Maria Stuart                       | Drama            | Mary Stuart                       | Fredric March, Florence Eldridge, John Carradine                                                            | John Ford            |
| 1936 | En kvinna gör uppror               | Drama            | Pamela Thislewaite                | Herbert Marshall, Donald Crisp, Van Heflin                                                                  | Mark Sandrich        |
| 1937 | Quality Street                     | Komedi           | Phoebe Throssel                   | Franchot Tone, Fay Bainter, Eric Blore                                                                      | George Stevens       |
| 1937 | Förbjuden ingång                   | Dramakomedi      | Terry Randall                     | Ginger Rogers, Adolphe Menjou, Gail Patrick, Constance Collier, Andrea Leeds, Samuel S. Hinds, Lucille Ball | Gregory La Cava      |
| 1938 | Ingen fara på taket                | Komedi           | Susan Vance                       | Cary Grant, Charles Ruggles, Barry Fitzgerald, Walter Catlett, May Robson                                   | Howard Hawks         |
| 1938 | En friare i societén               | Komedi           | Linda Seton                       | Cary Grant, Doris Nolan, Lew Ayres, Edward Everett Horton                                                   | George Cukor         |
| 1940 | En skön historia                   | Komedi           | Tracy Lord                        | Cary Grant, James Stewart, Ruth Hussey, John Howard                                                         | George Cukor         |
| 1942 | Årets kvinna                       | Romantisk komedi | Tess Harding                      | Spencer Tracy, Fay Bainter, Reginald Owen                                                                   | George Stevens       |
| 1942 | Den heliga lågan                   | Mysteriefilm     | Christine Forrest                 | Spencer Tracy, Richard Whorf, Margaret Wycherly                                                             | George Cukor         |
| 1943 | Den stora stjärnparaden            | Musikal          | Sig själv                         | Cheryl Walker, William Terry                                                                                | Frank Borzage        |
| 1944 | Draksådd                           | Drama            | Jade                              | Walter Huston, Aline MacMahon, Akim Tamiroff, Turhan Bey                                                    | Jack Conway          |
| 1945 | Utan kärlek                        | Komedi           | Jamie Rowan                       | Spencer Tracy, Lucille Ball, Keenan Wynn                                                                    | Harold S. Bucquet    |
| 1946 | Dolda känslor                      | Film noir        | Ann Hamilton                      | Robert Taylor, Robert Mitchum, Edmund Gwenn                                                                 | Vincente Minnelli    |
| 1947 | Prärie                             | Western drama    | Lutie Cameron                     | Spencer Tracy, Robert Walker, Melvyn Douglas                                                                | Elia Kazan           |
| 1947 | Du är mitt allt                    | Period drama     | Clara Wieck Schumann              | Paul Henreid, Robert Walker, Leo G. Carroll                                                                 | Clarence Brown       |
| 1948 | I valet och kvalet                 | Drama            | Mary Matthews                     | Spencer Tracy, Van Johnson, Angela Lansbury, Adolphe Menjou                                                 | Frank Capra          |
| 1949 | Adams revben                       | Komedi           | Amanda Bonner                     | Spencer Tracy, Judy Holliday, Tom Ewell, Jean Hagen, David Wayne                                            | George Cukor         |
| 1951 | Afrikas drottning                  | Äventyr          | Rose Sayer                        | Humphrey Bogart, Robert Morley                                                                              | John Huston          |
| 1952 | Feminint fenomen                   | Komedi           | Patricia "Pat" Pemberton          | Spencer Tracy, William Ching, Aldo Ray                                                                      | George Cukor         |
| 1955 | Sommarens dårskap                  | Romantisk drama  | Jane Hudson                       | Rossano Brazzi, Isa Miranda, Darren McGavin                                                                 | David Lean           |
| 1956 | Regnmakaren                        | Drama            | Lizzie Curry                      | Burt Lancaster, Wendell Corey, Lloyd Bridges, Earl Holliman                                                 | Joseph Anthony       |
| 1956 | Kamrat i svarta spetsar            | Komedi           | Vinka Kovelenko                   | Bob Hope, James Robertson Justice                                                                           | Ralph Thomas         |
| 1957 | Kvinnans svaga punkt               | Komedi           | Bunny Watson                      | Spencer Tracy, Gig Young, Joan Blondell                                                                     | Walter Lang          |
| 1959 | Plötsligt i somras                 | Drama            | Violet Venable                    | Elizabeth Taylor, Montgomery Clift, Albert Dekker, Mercedes McCambridge                                     | Joseph L. Mankiewicz |
| 1962 | Lång dags färd mot natt            | Drama            | Mary Tyrone                       | Ralph Richardson, Jason Robards Jr., Dean Stockwell                                                         | Sidney Lumet         |
| 1967 | Gissa vem som kommer på middag     | Dramakomedi      | Christina Drayton                 | Spencer Tracy, Sidney Poitier, Katharine Houghton                                                           | Stanley Kramer       |
| 1968 | Så tuktas ett lejon                | Drama            | Eleanor of Aquitaine              | Peter O'Toole, Anthony Hopkins, John Castle, Nigel Terry, Timothy Dalton                                    | Anthony Harvey       |
| 1969 | Tokiga grevinnan                   | Dramakomedi      | Aurelia, The Madwoman of Chaillot | Charles Boyer, Paul Henreid, Yul Brynner, Donald Pleasence, Giulietta Masina, Edith Evans                   | Bryan Forbes         |
| 1971 | The Trojan Women                   | Period drama     | Hecuba                            | Vanessa Redgrave, Geneviève Bujold, Irene Papas, Brian Blessed, Patrick Magee                               | Michael Cacoyannis   |
| 1973 | Balansgång                         | Drama            | Agnes                             | Paul Scofield, Lee Remick, Kate Reid, Joseph Cotten, Betsy Blair                                            | Tony Richardson      |
| 1975 | Huka dig Rooster, nu laddar hon om | Western          | Eula Goodnight                    | John Wayne, Anthony Zerbe, Richard Jordan                                                                   | Stuart Millar        |
| 1978 | Olly, Olly, Oxen Free              | Äventyr, komedi  | Miss Pudd                         | Kevin McKenzie, Dennis Dimster                                                                              | Richard A. Colla     |
| 1981 | Sista sommaren                     | Drama            | Ethel Thayer                      | Henry Fonda, Jane Fonda, Doug McKeon, Dabney Coleman                                                        | Mark Rydell          |
| 1985 | Grace Quigley                      | Komedi           | Grace Quigley                     | Nick Nolte, William Duell                                                                                   | Anthony Harvey       |
| 1994 | Love Affair                        | Romantisk drama  | Ginny                             | Warren Beatty, Annette Bening                                                                               | Glenn Gordon Caron   |

### TV-filmer
| År   | Titel                                                    | Genre      | Roll               | Övriga skådespelare                                   | Regissör        |
| ---- | -------------------------------------------------------- | ---------- | ------------------ | ----------------------------------------------------- | --------------- |
| 1973 | The Glass Menagerie                                      | Drama      | Amanda Wingfield   | Sam Waterston, Joanna Miles, Michael Moriarty         | Anthony Harvey  |
| 1975 | Love Among the Ruins                                     | Komedi     | Jessica Medlicott  | Laurence Olivier, Colin Blakely                       | George Cukor    |
| 1979 | The Corn is Green                                        | Drama      | Lily Moffat        | Ian Saynor, Bill Fraser, Patricia Hayes, Toyah Wilcox | George Cukor    |
| 1985 | The Spencer Tracy Legacy: A Tribute by Katharine Hepburn | Dokumentär | Presentatör        |                                                       |                 |
| 1986 | Mrs. Delafield Wants to Marry                            | Drama      | Margaret Delafield | Harold Gould, Denholm Elliott                         | George Schaefer |
| 1988 | Laura Lansing Slept Here                                 | Komedi     | Laura Lansing      | Joel Higgins, Karen Austin, Schuyler Grant            | George Schaefer |
| 1992 | The Man Upstairs                                         | Komedi     | Victoria Brown     | Ryan O'Neal, Henry Beckman, Brenda Forbes             | George Schaefer |
| 1993 | Katharine Hepburn: All About Me                          | Dokumentär | Presentatör        |                                                       |                 |
| 1994 | This Can't Be Love                                       | Komedi     | Marion Bennett     | Anthony Quinn, Jason Bateman, Jami Gertz              | Anthony Harvey  |
| 1994 | One Christmas                                            | Drama      | Cornelia Beaumont  | Henry Winkler, Swoosie Kurtz                          | Tony Bill       |

### Kortfilmer
| År   | Titel            | Genre      | Roll       | Regissör         |
| ---- | ---------------- | ---------- | ---------- | ---------------- |
| 1941 | Women in Defense | Dokumentär | Berättaren |                  |
| 1946 | American Creed   | Dokumentär | Berättaren | Robert Stevenson |

## Teater

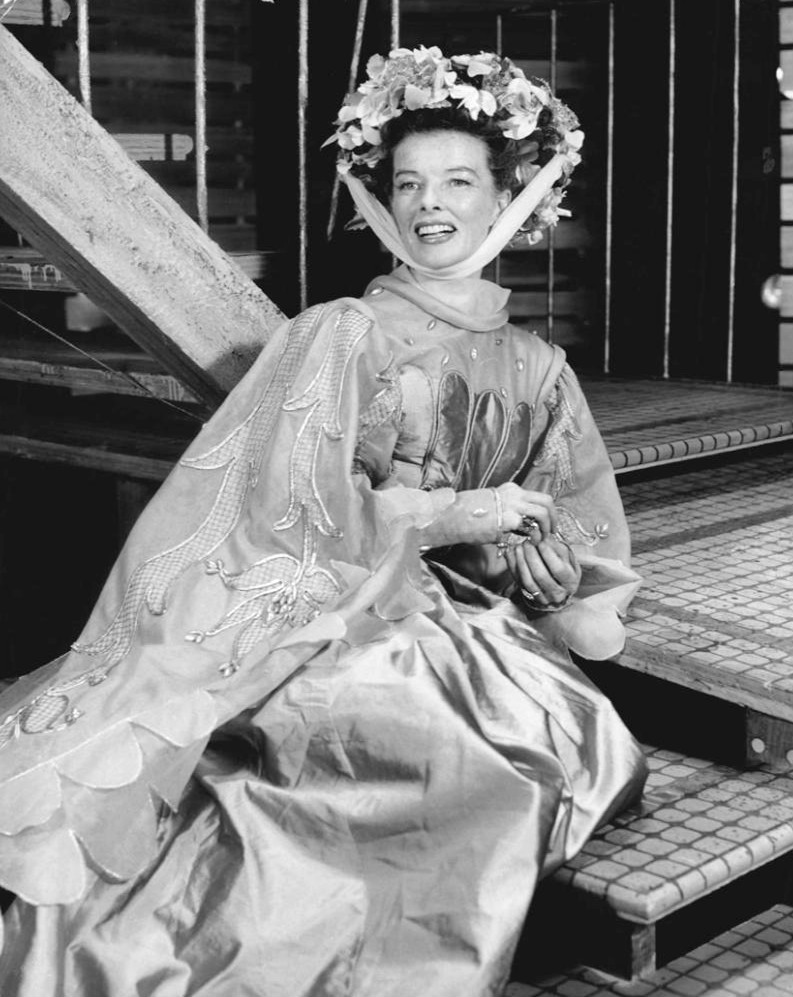
Hepburn som Beatrice i teaterpjäsen Mycket väsen för ingenting, 1958.

| År        | Pjäs                        | Roll                      | Teater                       | Plats                           | Noter |
| --------- | --------------------------- | ------------------------- | ---------------------------- | ------------------------------- | --- |
| 1928      | The Czarina                 | En väntande dam           |                              | Baltimore, Maryland             | |
| 1928      | The Cradle Snatchers        | En "flapper"              |                              | Baltimore                       | |
| 1928      | The Big Pond                | Barbara                   |                              | New York, New York              | Lades ned efter en föreställning |
| 1928      | These Days                  | Veronica Sims             | Cort Theatre                 | New York                        | |
| 1928      | Holiday                     | Linda Seton               | Plymouth Theatre             | New York                        | Understudy |
| 1930      | A Month in the Country      | Grazia                    | Guild Theatre                | New York                        | Understudy |
| 1930      | A Romantic Young Lady       | Katia; Viera Alexandrovna | The Berkshire Playhouse      | Stockbridge, Massachusetts      | |
| 1930      | The Admirable Crichton      |                           | The Berkshire Playhouse      | Stockbridge                     | |
| 1930      | Art and Mrs. Bottle         | Judy Bottle               | Maxine Elliott Theatre       | New York                        | |
| 1931      | Just Married                |                           |                              | Ivoryton, Connecticut           | |
| 1931      | It's a Wise Child           |                           |                              | Ivoryton                        | |
| 1931      | Alias the Deacon            |                           |                              | Ivoryton                        | |
| 1931      | The Cat and the Canary      |                           |                              | Ivoryton                        | |
| 1931      | Let Us Be Gay               |                           |                              | Ivoryton                        | |
| 1931      | The Man Who Came Back       |                           |                              | Ivoryton                        | |
| 1932      | The Warror's Husband        | Antiope                   | Morosco Theatre              | New York                        | Mars-Maj 1932 |
| 1932      | The Bride the Sun Shines On |                           |                              | Ossining, New York              | |
| 1934      | The Lake                    | Stella Surrege            | Martin Beck Theatre          | New York                        | |
| 1936–1937 | Jane Eyre                   | Jane Eyre                 |                              | turné                           | |
| 1939–1941 | The Philadelphia Story      | Tracy Lord                | Schubert Theatre             | New York                        | Spelades i New York mars 1939 – mars 1942; turnerade i Washington, D.C och Chicago oktober 1940–41. Ny premiär i Washington år 1942. |
| 1942–1943 | Without Love                | Jamie Coe Rowan           | St. James Theatre            | New York                        | Turnerade först; NY oktober 1942 – Februari 1943.                                                                                    |
| 1950      | Som ni behagar              | Rosalind                  | Cort Theatre                 | New York                        | Turnerade efter NY |
| 1952      | The Millionairess           | Epifania                  | New Theatre Schubert Theatre | London, Storbritannien New York | Pjäs av George Bernard Shaw. Spelad i Newcastle upon Tyne och Manchester före London. NY datum: 17 oktober 1952 – 28 december 1952.  |
| 1955      | Så tuktas en argbigga       | Katherina                 |                              | Australien turnering            | May 1955 – November 1955 |
| 1955      | Lika för lika               | Isabella                  |                              | Australien turnering            | May 1955 – November 1955 |
| 1955      | Köpmannen i Venedig         | Portia                    |                              | Australien turnering            | May 1955 – November 1955 |
| 1957      | Köpmannen i Venedig         | Portia                    | American Shakespeare Theatre | Stratford, Connecticut          | |
| 1957      | Mycket väsen för ingenting  | Beatrice                  | American Shakespeare Theatre | Stratford                       | |
| 1960      | Trettondagsafton            | Viola                     | American Shakespeare Theatre | Stratford                       | |
| 1960      | Antonius och Cleopatra      | Kleopatra                 | American Shakespeare Theatre | Stratford                       | |
| 1969–1971 | Coco                        | Coco Chanel               | Mark Hellinger Theatre       | New York                        | NY datum: 18 december 1969 – 3 oktober 1970. Turnerade år 1971.                                                                      |
| 1976–1977 | A Matter of Gravity         | Mrs. Basil                | Broadhurst Theatre           | New York                        | Började med en 12 veckors turné före Broadway. Efter NY turnerade hon i USA under ett halvår.                                        |
| 1981–1982 | The West Side Waltz         | Margaret Mary Elderdice   |                              | Under turnering                 | Turnerade i Los Angeles, Washington, Baltimore, Seattle, Chicago, Philadelphia och avslutade i Ethel Barrymore Theatre på Broadway.  |

## I populärkulturen
I filmen The Aviator skildras Hepburns relation till Howard Hughes, Hepburn spelas av Cate Blanchett.